# Flugplatz Micheldorf

i7
i11
i13
Der Flugplatz Micheldorf (ICAO-Code: LOLM) ist ein privater Flugplatz in Micheldorf im österreichischen Bundesland Oberösterreich. Er wird durch den Segelflug- und Modellbauclub Kirchdorf-Micheldorf betrieben.

## Lage
Der Flugplatz liegt etwa 1 km südwestlich des Zentrums der Gemeinde Micheldorf. Naturräumlich liegt der Flugplatz im Traunviertel.

## Flugbetrieb
Der Flugplatz Micheldorf besitzt eine Betriebszulassung für Segelflugzeuge. Motorflugzeuge dürfen nur mit behördlicher Genehmigung starten und landen. Der Flugplatz verfügt über eine 465 m lange Start- und Landebahn aus Gras, von der ein 250 m langer und 5 m breiter Streifen mit Asphalt befestigt ist. Segelflugzeuge starten per Windenstart oder Flugzeugschlepp. Nicht am Platz stationierte Flugzeuge benötigen eine Genehmigung des Platzhalters (PPR), um in Micheldorf landen zu können.